# Bryan Segura
Bryan Andrés Segura Cruz, conosciuto semplicemente come Bryan Segura (San Isidro de El General, 14 gennaio 1997), è un calciatore costaricano, portiere del Pérez Zeledón in prestito dall'Herediano.

## Carriera
Nato a San Isidro de El General (in provincia di San José), inizia a giocare a calcio all'età di sei anni in una scuola calcio locale affiliata con la squadra della città, dove gioca 5 stagioni. Nel 2008, all'età di 11 anni viene notato e tesserato dal Pérez Zeledón che lo aggrega nelle proprie giovanili. Dopo aver vinto il campionato nazionale Under-17, passa in breve tempo alla formazione Under-20. Mete in luce il proprio talento anche in quel settore, tanto che nel febbraio del 2013, l'allenatore Luis Fernando Fallas lo aggrega in prima squadra. Dovuta l'espulsione del primo portiere, Luis Diego Sequeira, e l'infortunio al ginocchio del secondo portiere, Jorge Poltronieri, Segura è costretto ad allenarsi con la prima squadra.
Nella stagione 2013-2014 riceve le sue prime convocazioni prima squadra, senza mai entrare in campo. L'allenatore Luis Fernando Fallas lo fa esordire tra i professionisti il 17 novembre 2013, all'età di soli 16, in occasione della partita di campionato persa per 2-1 in casa del Cartaginés. Dopo l'esordio in prima squadra viene più spesso impiegato come sostituto nelle prossime partite, non entrando mai in campo.
Tornò alla squadra professionistica per una stagione, con chiamate occasionali alla squadra più grande. La sua prima promozione è stata ricevuta dal Winter Championship 2015, debuttando l'11 ottobre 2015, in occasione della partita finita con un pareggio (1-1) contro il Carmelita. In questo torneo ha avuto un totale di sei presenze e ha accumulato 540 minuti giocati. Nonostante abbia partecipato, questo concorso è stato irregolare per il suo club, essendo diretto inizialmente dal colombiano José Eugenio Jiménez. A causa della scarsa performance in sette date, la leadership ha nominato Freddy Fernández a titolo provvisorio e dal 11º giorno la posizione è stata rivelata dal brasiliano Flavio da Silva. Le tredici sconfitte della squadra hanno piazzato la squadra all'ultimo posto totalizzando soltanto 15 punti, e quindi nella zona retrocessione alla fine della prima metà della stagione.
Con l'arrivo dell'allenatore Mauricio Wright, il suo club ha lasciato velocemente l'ultimo quadrato con quattro vittorie e un pareggio, in soli cinque giorni dal Campeonato de Verano 2016. D'altra parte Segura è stato lasciato senza recitare nella competizione. Bryan ha guadagnato un posto della proprietà dopo l'aggiunta del tecnico argentino Josè Giacone, dal momento che la seconda prova del Winter Championship 2016 e oltre il portiere panamese, Álex Rodríguez Ledezma, che aveva assunto la posizione di partenza. Ha avuto una regolarità di otto partite giocate fino alla fine del torneo il 12 novembre.

## Palmarès

### Club

#### Competizioni nazionali
- Campionato costaricano: 2

Pérez Zeledón: Apertura 2017
Herediano: Apertura 2021

### Individuale
- Portiere della stagione di Primera División de Costa Rica: 1

2017-2018